# Tunnel van Huccorgne
De tunnel van Huccorgne is een spoortunnel in Huccorgne, een deelgemeente van Wanze. De tunnel heeft een lengte van 71 meter. De enkelsporige spoorlijn 127 ging door deze tunnel.
De tunnel werd aangelegd om een meander in de Mehaigne af te snijden. De bedding van spoorlijn 127 is tussen Moha en Hannuit omgevormd tot trage weg in het RAVeL-netwerk, maar de tunnel van Huccorgne en de daaropvolgende sleuf zijn afgesloten wegens het gevaar op steenval en worden dan ook vermeden door de RAVel.